# Non c'è contatto
Non c'è contatto è il primo singolo dell'album Lunatica prodotto da Alessandro Colombini e il maggior successo della cantautrice Silvia Mezzanotte come cantante solista, raggiungendo il 7º posto nella classifica dei dischi più venduti della Feltrinelli.
Le musiche sono di Emilio Munda e Matteo Gaggioli, il testo di Munda e dalla stessa Silvia Mezzanotte, dove lei decide di raccontarsi un po', facendo emergere anche la sua parte Lunatica proprio come il titolo dell'album: la ragazza cattiva che abita in me ha preso il sopravvento intervenendo anche sul testo, per gridare un bisogno, un'esigenza quasi sempre riservata al ruolo maschile: la voglia di trovare un contatto che valichi quello mentale, che accenda la miccia dell'attrazione fisica, che tocchi, che prenda, che accarezzi, che sappia entrare nel profondo dei sentimenti in una completezza fatta di parole e di sensi, e che possa soddisfare la sete più profonda.

## Il video
Il video per Non c'è contatto è stato girato dal regista Luciano Melchionna e vede Carolina Crescentini come attrice principale insieme alla cantante Silvia Mezzanotte. Il messaggio centrale del video è "L'amore in estinzione" che il regista trasmette in modo molto originale, alla fine del video viene chiaramente rivelato che le scene sono girate in un giardino zoologico. Carolina Crescentini nel videoclip si cala nella parte di una donna considerata una specie rara, più precisamente l'ultima donna in grado di amare e quindi relegata in una gabbia d'oro del suddetto giardino zoologico. Il videoclip oltre ad essere in rotazione in tutte le emittenti musicali, viene pubblicato anche su TGCOM